# 志賀俊之
志賀 俊之（しが としゆき、1953年9月16日 - ）は、日本の実業家。INCJ代表取締役会長、武田薬品工業社外取締役、ダイナミックマップ基盤社外取締役。日産自動車取締役、最高執行責任者、産業革新機構会長、経済同友会副代表幹事、日本自動車工業会会長等を歴任した。

## 人物・経歴
和歌山県和歌山市出身。小学校4年から新宮市へ、中学・高校では打田町で過ごした。和歌山市に戻り、和歌山県立那賀高等学校を経て、1976年大阪府立大学経済学部卒業。
1976年に日産自動車に入社。最初の配属先は自動車関連ではなく、マリーン事業部だった。その後、アジア大洋州営業部ジャカルタ事務所長・企画室長を歴任。
1999年に日産がルノーと提携しCOOとなったカルロス・ゴーンの下、アライアンス推進室長を兼任。現場とのパイプ役として、日産リバイバルプランの立案・実行に力を振るった。
2000年から常務執行役員として一般海外市場担当として成果をあげる。
2005年4月に日産自動車最高執行責任者（COO）、同年6月に日産自動車COO・代表取締役に就任した。2010年日本自動車工業会会長、自動車公正取引協議会会長。2013年11月に日産自動車代表取締役副会長に就任した。ちなみに、日産社内では役職で社員を呼ぶ風習がないため、社内では「志賀さん」と呼ばれている。
2015年6月、産業革新機構会長に就任した。機構会長就任に伴い、利益相反の批判を回避をするため日産の代表権を外れている。2016年6月、武田薬品工業社外取締役。2017年6月、産業革新機構会長を再任となる。。その際、日産自動車取締役副会長を退任し、日産自動車取締役となる。2018年9月、INCJ代表取締役会長。2019年1月、日産自動車取締役退任。2020年、ダイナミックマップ基盤社外取締役。
2014年から2018年まで、経済同友会副代表幹事、国立大学法人一橋大学社会科学の発展を考える円卓会議委員等も歴任。
COO時代の2010年の役員報酬は1億3400万円。2012年は1億5300万円。

## テレビ番組
- 日経スペシャル ガイアの夜明け ゴーン改革最終章 〜DNAを受け継ぐ人たち〜（2005年3月1日、テレビ東京）[21]。

## 書籍

### 著書
- 『知識ゼロからの人を動かす「聞く力」』（著者:菊間千乃 心屋仁之助 野口敏 志賀俊之 外山滋比古）（2014年2月20日、幻冬舎）ISBN 9784344902817